# Regimen Sanitatis Salernitanum

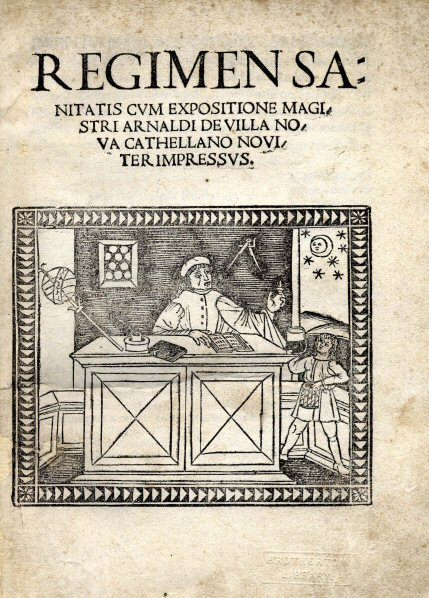
Cubierta de la primera edición, 1480. Título: Regimen sanitatis cum expositione magistri Arnaldi de Villanova Cathellano noviter impressus,

El Regimen Sanitatis Salernitanum (Regla Sanitaria Salernitana) es un tratado de carácter didáctico en versos latinos redactado en el ámbito de la Escuela Médica Salernitana en el siglo XII y XIII. Se le conoce más comúnmente como Flos Medicinae Salerni (La Flor de la Medicina de Salerno) o Lilium Medicinae (El Lirio de la Medicina).
Si bien se ha datado en torno a los siglos XII y XIII, algunas fuentes  sostienen que fue anterior al 1050. La obra, dedicada a un desconocido Roberto Duca di Normandia (probablemente Roberto II de Normandía), expone las indicaciones de la Escuela de Salerno para todo concerniente a las normas higiénicas, la alimentación, las plantas medicinales y otras indicaciones terapéuticas. El autor es desconocido, aunque probablemente se trate de una obra colectiva aunque algunos la han atribuido a Giovanni Da Milano, posible discípulo de Constantino el Africano. El texto, en el curso de los siglos, ha tenido diversas contribuciones. 
La primera edición impresa, que tenía 364 versos, fue publicada en el 1480 con comentarios de Arnau de Villanova; el libro alcanzó una enorme popularidad y era tenido en gran consideración como texto didáctico para la enseñanza y la divulgación de la medicina, tanto que fue utilizado hasta finales del siglo XIX. Fue traducido a casi todas las lenguas europeas, alcanzando casi 40 ediciones antes del 1501, en muchas de las cuales se hicieron añadidos y se quitaron parte del material de la versión original. La primera traducción al inglés fue hecha por Sir John Harington en el 1608.